# ライト・トゥ・センサー
ザ・ライト・トゥ・センサー（The Right to Censor、略称：RTC）は、かつてアメリカ合衆国のプロレス団体WWF（現：WWE）で存在したプロレスラーのユニット名称。

## メンバー
- スティーブン・リチャーズ（Steven Richards）
- ブル・ブキャナン（Bull Buchanan）
- ザ・グッドファーザー（The Goodfather）
- バル・ビーナス（Val Venis）
- アイボリー（英語版）（Ivory）

## 来歴
2000年7月にスティーブン・リチャーズが団体内の低俗な表現の検閲を宣言し、ボディーガード役でもある刑務官ギミックのブル・ブキャナンと共に結成。やがてAV男優ギミックのバル・ビーナス、ポン引きギミックのザ・ゴッドファーザーを「更生」と銘打って加入させ、ゴッドファーザーはグッドファーザーへと改名。さらに女性検閲官としてアイボリーが加わり、5人組のユニットとなる。
10月31日にはアイボリーがリタ、トリッシュ・ストラタス、ジャクリーンとの4ウェイマッチを制してWWF女子王座を獲得。11月6日にはブキャナン&グッドファーザーがハーディー・ボーイズからWWFタッグ王座を奪取した。
ヒールのユニットとして2001年6月まで活動したが、これはWWFの放送内容を非難し続けている圧力団体PTC（en:Parent Television Council）への当てつけでもあった。健全さを象徴する白のYシャツ、ネクタイ、スラックスをユニフォームとしていた。

## 得意技
- スパイク・パイルドライバー

## 獲得タイトル
- WWF女子王座：1回（アイボリー（英語版））[3]
- WWFタッグ王座：1回（ブル・ブキャナン&ザ・グッドファーザー）[4]